# Mchawa
Mchawa – wieś w Polsce położona w województwie podkarpackim, w powiecie leskim, w gminie Baligród.

## Położenie
Leży w dolinie niewielkiej rzeki Hoczewki, dopływu Sanu, jednak wzdłuż tej rzeki rozlokowała się tylko część gospodarstw. Większość zabudowań wraz z kościołem skupiona jest wzdłuż niewysokiego działu, podnoszącego się ku południowemu zachodowi ku szczytowi Krywiańskiej (686 m n.p.m.) i ograniczonego od północnego zachodu doliną potoku Mchawa, dopływu Hoczewki, zaś od południowego wschodu dolinką bezimiennego potoku, będącego również dopływem Hoczewki. W samej dolinie potoku Mchawa leżą zabudowania części wsi zwanej Mchawką.
| SIMC    | Nazwa      | Rodzaj    |
| ------- | ---------- | --------- |
| 0344478 | Pogranicze | część wsi |
| 0344484 | Pohulanka  | część wsi |

Mchawa sąsiaduje z miejscowościami: Roztoki Dolne, Cisowiec, Kielczawa, Zahoczewie, Baligród. W latach 1975–1998 miejscowość administracyjnie należała do województwa krośnieńskiego.

## Historia
Wieś prawa wołoskiego, położona była w drugiej połowie XV wieku w ziemi sanockiej województwa ruskiego. W roku 1511 Piotr Herburt, dziadek poety Mikołaja Reja, przeprowadził rozgraniczenie swoich dóbr pomiędzy wsiami Mchawa i Stężnica, należącą do Mikołaja Bala. W miejscu rozgraniczenia powstała na nowo miejscowość Baligród.
Do 1532 wieś była własnością Piotra Herburta, podkomorzego lwowskiego. Od 1539 była własnością Mikołaja Herburta Odnowskiego. Według Słownika geograficznego Królestwa Polskiego i innych krajów słowiańskich (t. VI, wyd. 1885) liczyła 467 mieszkańców, z czego 290 wyznania greckokatolickiego, 170 rzymskokatolickiego i 7 mojżeszowego. Posiadała również własną parafię greckokatolicką i drewnianą cerkiew, zniszczoną krótko po II wojnie światowej.
W Mchawie zmarł w 1854 i został pochowany w kaplicy grobowej właściciel ziemski Emilian Ścibor-Rylski.
W połowie XIX wieku właścicielami posiadłości tabularnej w Mchawie byli Józef Papara i Jerzy Trzemeski.
W II Rzeczypospolitej wieś w powiecie leskim województwa lwowskiego. W 1946 nacjonaliści ukraińscy z OUN-UPA zamordowali tutaj 6 Polaków, paląc 45 gospodarstw.

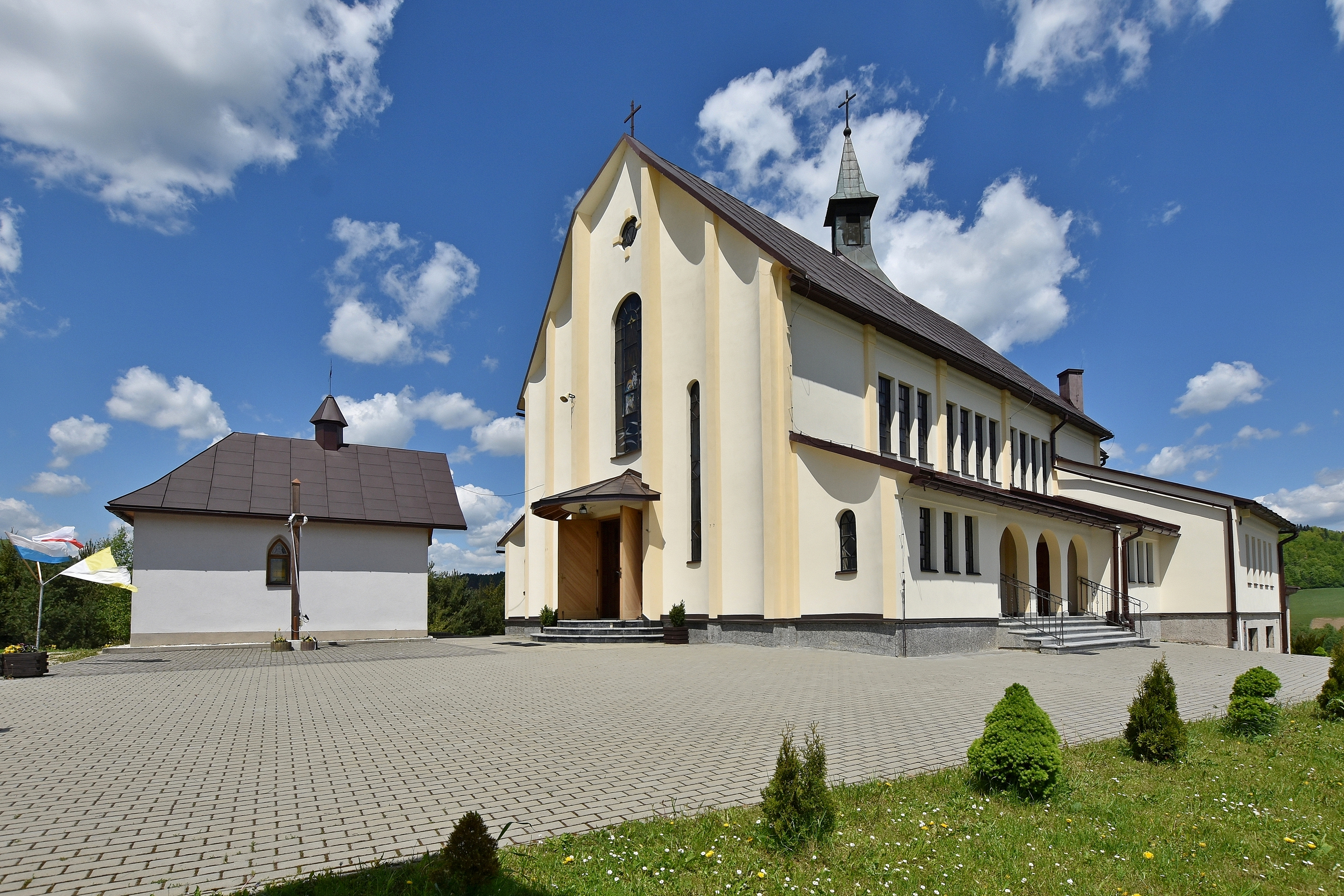
Kościół parafialny i kaplica grobowa
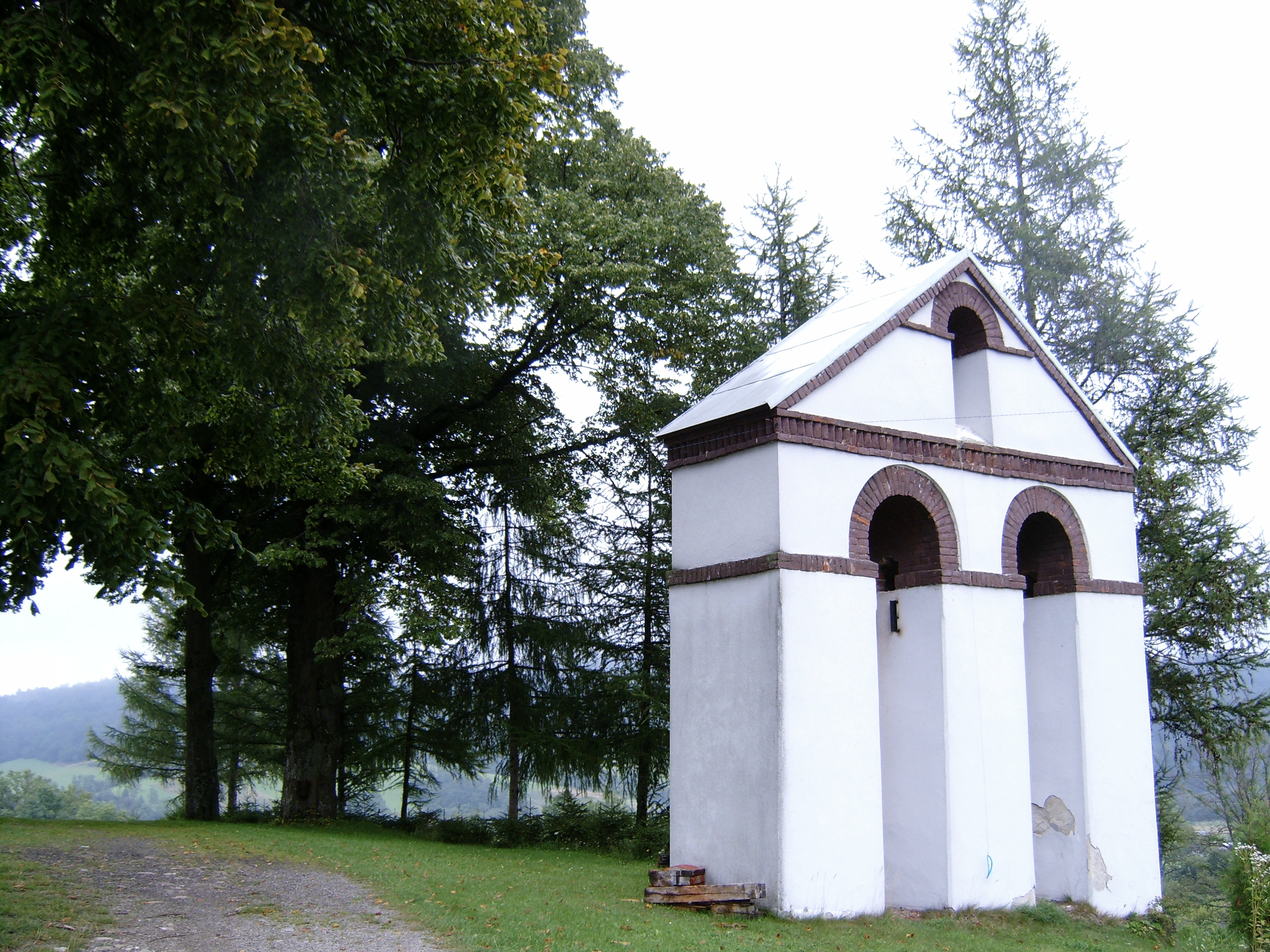
Dzwonnica cerkiewna
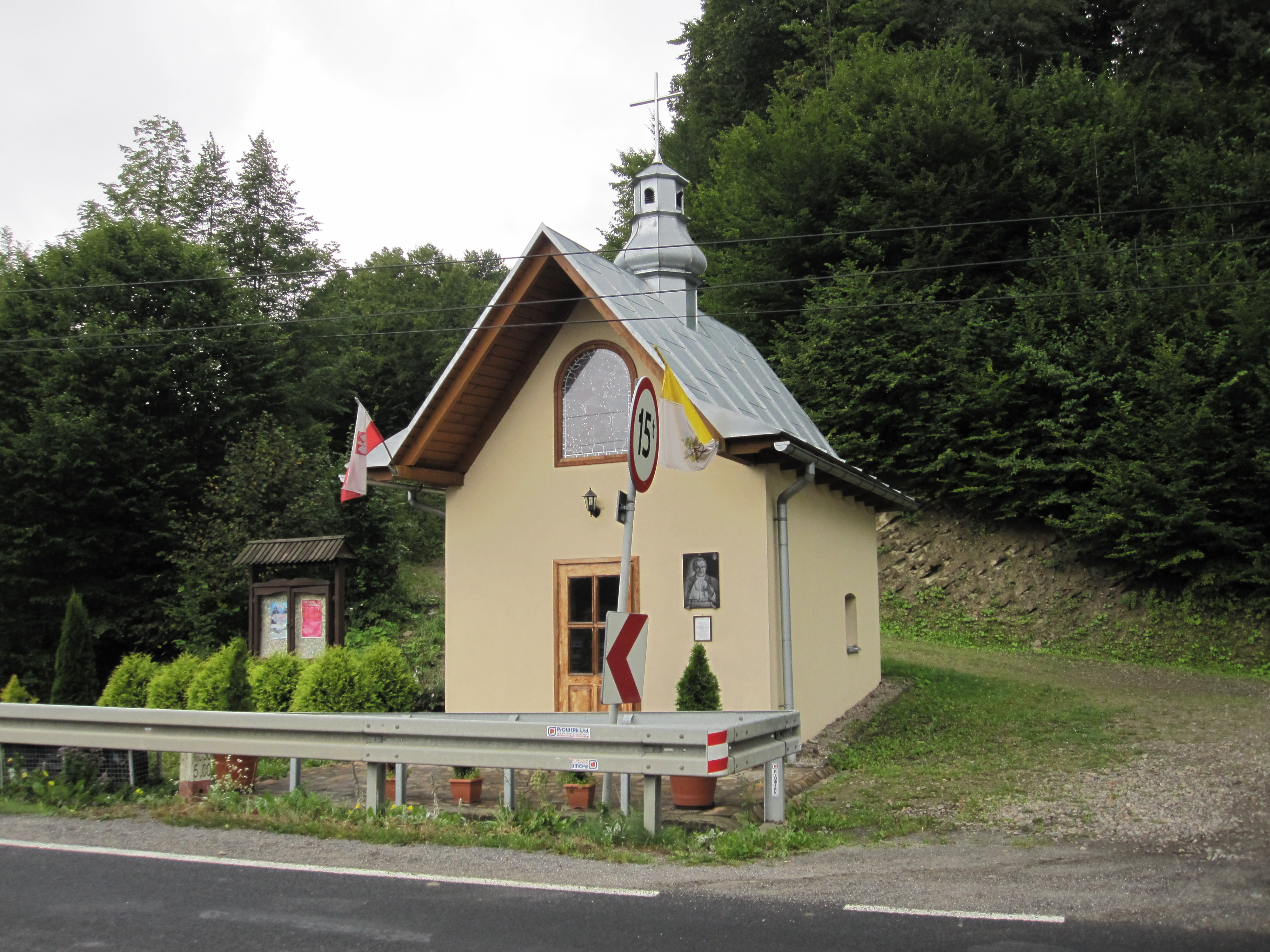
Kaplica greckokatolicka z 1823

Na miejscu dawnej cerkwi (rozebranej ostatecznie w 1953 r.) stoi obecnie rzymskokatolicki kościół parafii p.w. Podwyższenia Krzyża Świętego, zbudowany w latach 1981–1983. Obok zachowała się murowana kaplica grobowa z I połowy XIX w., w której spoczywają przedstawiciele rodzin Ścibor-Rylskich, Poparów i Grodzickich – byłych właścicieli wsi. Przed kościołem zachowana dawna, murowana dzwonnica parawanowa, wyposażona w dwa dzwony (starszy pochodzi z 1821 r., a młodszy, noszący imię Jana Pawła II – z 1998 r.).